# Justo Jorge Padrón
Justo Jorge Padrón (Las Palmas de Gran Canaria, 1 de octubre de 1943-Madrid, 11 de abril de 2021) fue un poeta, ensayista y traductor español y una figura importante de la generación poética del setenta.

## Biografía
Después de concluir sus estudios en derecho, filosofía y letras en Universidad de Barcelona, regresa en 1967 a su ciudad natal, donde ejerció la profesión de abogado durante siete años. En este período publicó sus primeros poemas en diversos suplementos literarios y entró en contacto con las nuevas promociones poéticas españolas. En 1968 fue incluido por José Agustín Goytisolo en su antología Nueva poesía española. En 1974 abandonó la abogacía para dedicarse por completo a la poesía. Dos años más tarde fue elegido por el Ministerio de Asuntos Exteriores y el Instituto de Cultura Hispánica para representar a la nueva poesía española en una gira a través de doce países de Hispanoamérica. No sería ésta la única ocasión en la que representara la nueva generación poética de su país. Así, en 1979 participó en el IV Congreso Mundial de Poetas celebrado en Corea del Sur y en el Primer Festival de Poesía Europea en Lovaina. Sus libros han sido traducidos a más de treinta idiomas, incluso sueco, inglés, macedonio, serbocroata, ruso, albanés y búlgaro. Él mismo es traductor, principalmente de autores escandinavos.
Ha merecido importantes premios nacionales e internacionales, entre los que se destacan: un Accésit al Premio Adonáis de Poesía (1970), el Premio Internacional de la Academia Sueca (1972), el Premio Boscán (1973), el Premio Fastenrath de la Real Academia Española (1976), la Medalla de Oro de Bruselas (1981), la Medalla de Oro de la Cultura China (1983), el Premio Europa de Literatura (1986), el Premio Internacional de Literatura de Sofía (1988), el Premio Orfeo (1992), el Premio Canarias de Literatura (1997), el Premio Internacional de Trieste (1999) y el Premio de Poesía Senghor (2003). En 1977 recogió en Estocolmo el Premio Nobel de Literatura concedido al poeta Vicente Aleixandre, quien, por motivos de salud, no pudo asistir a la ceremonia. En los años noventa se postuló su candidatura para un sillón en la Real Academia Española, pero sin éxito. En 2005 recibió el título de doctor honoris causa por parte de la Universidad de Valparaíso.

## Obra

### Poesía
- Trazos de un paréntesis (1965)
- Escrito en el agua (1966)
- Los oscuros fuegos Accésit al Premio Adonáis de Poesía (1971)
- Mar de la noche (1973)
- Los círculos del infierno (1976)
- Ningún ruido, ningún silencio (antología poética 1971-1976)
- El abedul en llamas (1978)
- Otesnita (1979)
- La visita del mar (1984)
- Los dones de la tierra (1984)
- Antología poética, 1971-1988 (1988)
- Sólo muere la mano que te escribe (1989)
- Los rostros escuchados (1989)
- Resplandor del odio (1993)
- Manantial de las presencias (1994)
- Oasis de un cosmos (1994)
- Ascuas del nadir (1995)
- Escrito en el agua (1996)
- El fuego en el diamante. Sonetos (1995-1998)
- El bosque de Nemi (1995-1999)
- Cuando olvides mi nombre (Antología de poemas de amor 1965-2005)
- Rumor de la agonía (1996)
- Lumbre de hogar (1996-2000)
- Escalofrío (1999)
- Il viso dell'enigma (Antologia Poetica 1971-1998), Trieste, FrancoPuzzoEditore, Premio Internazionale Trieste Poesia 1999
- Cien poemas de amor (2000)
- Memoria del fuego. Poesía completa, 1965-2000 (2000)
- Hespérida. Canto universal de las Islas Canarias (2005)
- Hespérida II. La gesta colombina (2008)
- El latido del mundo, Antología (2010) Ediciones Vitruvio
- El fuego en el diamante, sonetos (edición ampliada) (2010)
- Huésped del enigma, Antología esencial 1965-2010 (2011)
- El arte del poema (2015)
- Soliloquio del rehén (2015) Ediciones Vitruvio
- Fulgor de Macedonia (2016) Ediciones Vitruvio
- Cuando las lilas vuelven a florecer (2018) Ediciones Vitruvio
- Hespérida III. La primera circunnavegación del mundo el fascinante periplo de Magallanes y Elcano (2019)
- El rostro de la llama (2019) Editorial Visor
- Poemas a Kleo (2020) Ediciones Vitruvio
- Hespérida IV. Soliloquio de Carlos V en Yuste (2023)

### Ensayo
- La nueva poesía sueca (1972)
- La poesía contemporánea noruega (1973)
- El modernismo en la poesía sueca (1973)
- Panorama de la narrativa islandesa contemporánea (1974)
- La poesía nórdica de la posguerra (1974)
- Antología de la obra poética de María Wine (1977)
- La poesía española desde la posguerra (1980)
- Tu eres la Tierra, libro de Mimmo Morina (1981)
- Insiktens Dialoguer (1981)
- Esta alegría te pertenece (1983)
- Antología de la Poesía Contemporánea de Argentina (1985)
- Antología de la Poesía Contemporánea de Colombia (1987)
- Antología de la Poesía Contemporánea de Macedonia (1989)